# Migan
Pour les articles homonymes, voir Migan (homonymie).
 (août 2019).
Migan vient de mi nu gân qui est traduisible par "celui qui est à notre tête". Chargé de l’administration du territoire, il rend aussi la justice civile dans les monarchies d'Abomey et de Porto-Novo (aujourd'hui au Bénin).
Dans la cour royale, les ancêtres ont accepté la proposition du roi en prenant le poste de "Migan" ou premier ministre que le roi leur accordait. Ainsi, à en croire les ancêtres, ceux-ci devraient être aussi rois sous l’appellation de Houézèholou ou "Roi du soleil levant"
Les autres familles à savoir "Gogan", "Akplogan", et "Adjagan" font également partie de la cour royale. Dans le dialecte Goun, Aholou signifie à la fois : le chef, le ministre, le roi en un mot celui qui commande.
Les ressortissants du quartier Ouenlindah, les "Migan" sont les Houézénou ou "roi du soleil levant" au sein de la collectivité à Ouenlindah à Porto-Novo.